# Styphelos

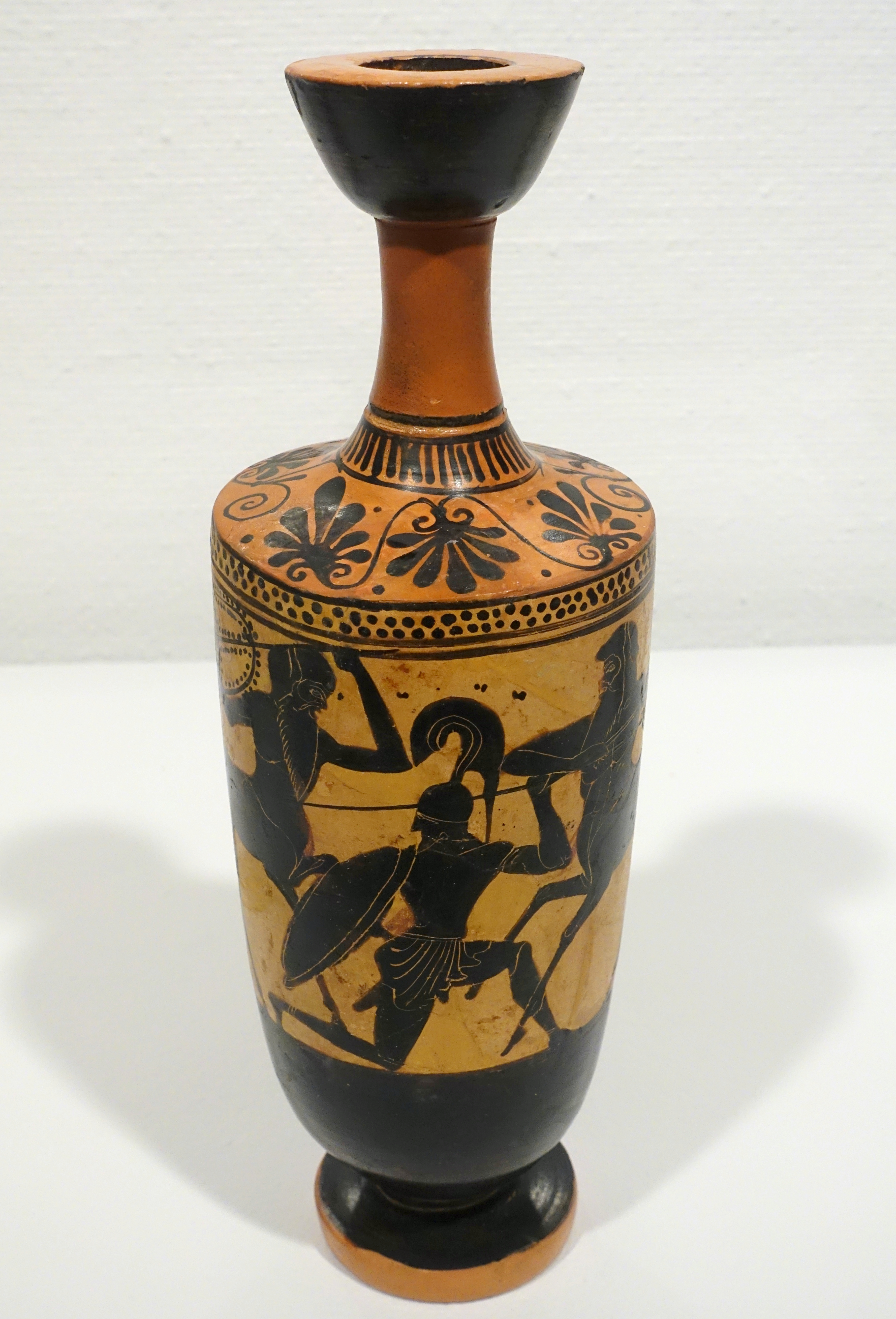
Lekythos, 490 v. Chr.: Zwei Kentauren attackieren Kaeneus.

Styphelos ist ein Kentaur der griechischen Mythologie. Er wird in der Kentauromachie auf der Hochzeit des Peirithoos vom Lapithen Kaineus getötet. Einzige Quelle ist das zwölfte Buch der ovidschen Metamorphosen.

## Name
Er kommt vom griechischen Στύφελοσ, Stýphelos, lateinisch Stýphelus, deutsch auch Stíphelus, und er ist das substantivierte Adjektiv στυφελός, styphelós, dicht, fest, derb, rau. Damit gehört er zu den späteren anthropomorphen Kentaurennamen, die sich „auf Wildheit, Grausamkeit und rohen Charakter (der Kentauren) beziehen.“
Der möglicherweise von Ovid erfundene Name ist sonst unbekannt und steht höchstens noch für einen Giganten-Namen am Pergamonaltar, wenn das fragmentarisch erhaltene -φελο-, ‑phelo- zu Στύφελοσ, Stýphelos, ergänzt wird.
Eine Spezies der Pflanze Salbei heißt Salvia styphelos.

## Mythos
Der unverletzliche Kaineus erledigt fünf Kentauren in einem Schwung, darunter Styphelos, den „Rauhen“. Seine Rauheit nützt ihm nichts, er kann sich kämpferisch oder waffentechnisch nicht profilieren. Ovid lässt Nestor sein Schicksal erzählen.
Quínque necí Caeneús dederát Styphelúmque Bromúmque

Ántimachúmqu(e) Elymúmque secúriferúmque Pyrácmon;

vúlnera nón meminí, numerúm noménque notávi.
Eigenübersetzung in Prosa:

Caeneus hatte fünf (Kentauren) dem Tod übergeben, Styphelus und Bromus / und Antimachos und Elymus und den die Axt tragenden Pyrakmos. / An die Wunden erinnere ich mich nicht, Zahl und Namen (der Kentauren) habe ich behalten.
Übersetzung Suchier im Versmaß:

Caéneus séndete fǘnf in den Tód, Antímachos, Brómos,

Stýphelos, Élymus aúch und den Streítaxtträ́ger Pyrákmos,

wíe, das íst mir entfállen; die Záhl und die Námen behíelt ich.
Einzig sein Name hebt ihn aus der Masse heraus, immerhin nimmt er in der Fünfergruppe den ersten Platz ein, er bleibt aber ohne Waffe und Kampfhandlung auch unter den namentlich genannten ein Dutzend-Kentaur. Zum mythologischen Zusammenhang und zur literarischen Gestaltung der drei Verse siehe den Artikel Antimachos.

## Quelle
- Ovid: Metamorphosen 12, 459–461 (Wikisource).